# Aristide Bergamaschi
Aristide Bergamaschi (Avesa, 8 dicembre 1903 – ...) è stato un calciatore italiano, di ruolo difensore.

## Carriera
Disputa un campionato di Divisione Nazionale e tre di Serie B con il Verona, per un totale di 51 presenze in maglia gialloblu.
Chiude la carriera nell'Audace San Michele Extra, nelle serie inferiori.